# Fèlix de Roma (Via Portuensis)
Fèlix màrtir o Fèlix de Roma fou un màrtir cristià, venerat com a sant per l'Església catòlica. No se'n sap res de la vida. Només en sabem el nom, que fou martiritzat a Roma, segurament en les persecucions de finals del segle III o començaments del IV, i que fou sebollit al cementiri de la Via Portuensis, que va prendre'n el nom.

Va ésser confós amb l'antipapa Fèlix II, que va ésser celebrat el 29 de juliol com a sant i que havia fet construir una església a la Via Aurèlia. Tampoc s'ha de confondre amb altres sants romans màrtirs del mateix nom, com Fèlix, patró de Vilafranca del Penedès o Fèlix, company d'Adaucte.Les edicions recents del martirologi esmenen l'error i indiquen: 
| « | A Roma, a la tercer milla de la Via Portuensis, al cementiri dedicat al seu nom, Sant Fèlix màrtir. | » |

Aquest cementiri Cymiterium ad Sanctum Felicem via Portuensi, unes catacumbes eren conegudes amb el nom de Grottoni i es van perdre abans del segle xx. Un poema del papa Damas I (366-384) cita el cementiri i un sepulcre de Sant Fèlix, decorat amb pintures.